# Deutsches Nationalkomitee von ICOMOS
Das Deutsche Nationalkomitee von ICOMOS, auch „ICOMOS Deutschland“, offiziell: „Deutsches Nationalkomitee von ICOMOS (Internationaler Rat für Kulturdenkmäler und schutzwürdige Bereiche) e. V.“, ist eine international tätige nichtstaatliche Denkmalorganisation. Die Rechtsform ist ein eingetragener Verein mit Sitz in München.

## Name
Aufgrund der Ähnlichkeit der Bezeichnungen wird in Deutschland für das Deutsche Nationalkomitee von ICOMOS die Bezeichnung „ICOMOS Deutschland“ verwendet, während das International Council on Monuments and Sites als „ICOMOS International“ bezeichnet wird.

## Geschichte und Organisation
ICOMOS Deutschland wurde 1965 in Mainz in der Folge der Unterzeichnung der Charta von Venedig (1964) gegründet. Es setzt sich deutschlandweit und international für Schutz und Pflege von Kulturdenkmälern und Gesamtanlagen und die Bewahrung des historischen Kulturerbes ein. Es ist Mitglied bei ICOMOS International und finanziert dieses mit.
Präsident des deutschen Nationalkomitees ist Tino Mager, Vizepräsident Ayhan Ayrilmaz.
ICOMOS Deutschland gibt unter anderem die Schriftenreihe „Hefte des Deutschen Nationalkomitees“ heraus.